# Robert Clarke
Robert Clarke (ur. 4 września 1967) – liberyjski piłkarz występujący na pozycji pomocnika.

## Kariera klubowa
W sezonie 1992/1993 Clarke grał w belgijskim drugoligowcu, KRC Mechelen. W kolejnych latach występował też w Niemczech w Sportfreunde Eisbachtal z Oberligi, a także w zespołach 1. FC Saarbrücken oraz SV 07 Elversberg, grających w Regionallidze.

## Kariera reprezentacyjna
W reprezentacji Liberii Clarke zadebiutował w 1989 roku. W 1996 roku został powołany do kadry na Puchar Narodów Afryki. Zagrał na nim w meczach z Gabonem (2:1) i Zairem (0:2), a Liberia zakończyła turniej na fazie grupowej.